# Сона і Луара
Сона-і-Луара (фр. Saône-et-Loire) — департамент на сході Франції, один з департаментів регіону Бургундія-Франш-Конте.
Порядковий номер 71. Адміністративний центр — Макон. Населення 544,9 тис. чоловік (42-е місце серед департаментів, дані 1999 р.).

## Географія
Площа території 8 575 км². Через департамент протікають річки Сона і Луара, що визначили його назву. Департамент включає 5 округів, 29 кантонів і 565 комун.

## Історія
Сона і Луара — один з перших 83 департаментів, утворених під час Великої французької революції в березні 1790 р. Виник на території колишніх провінцій Бургундія і Бресс.